# Dosímetre

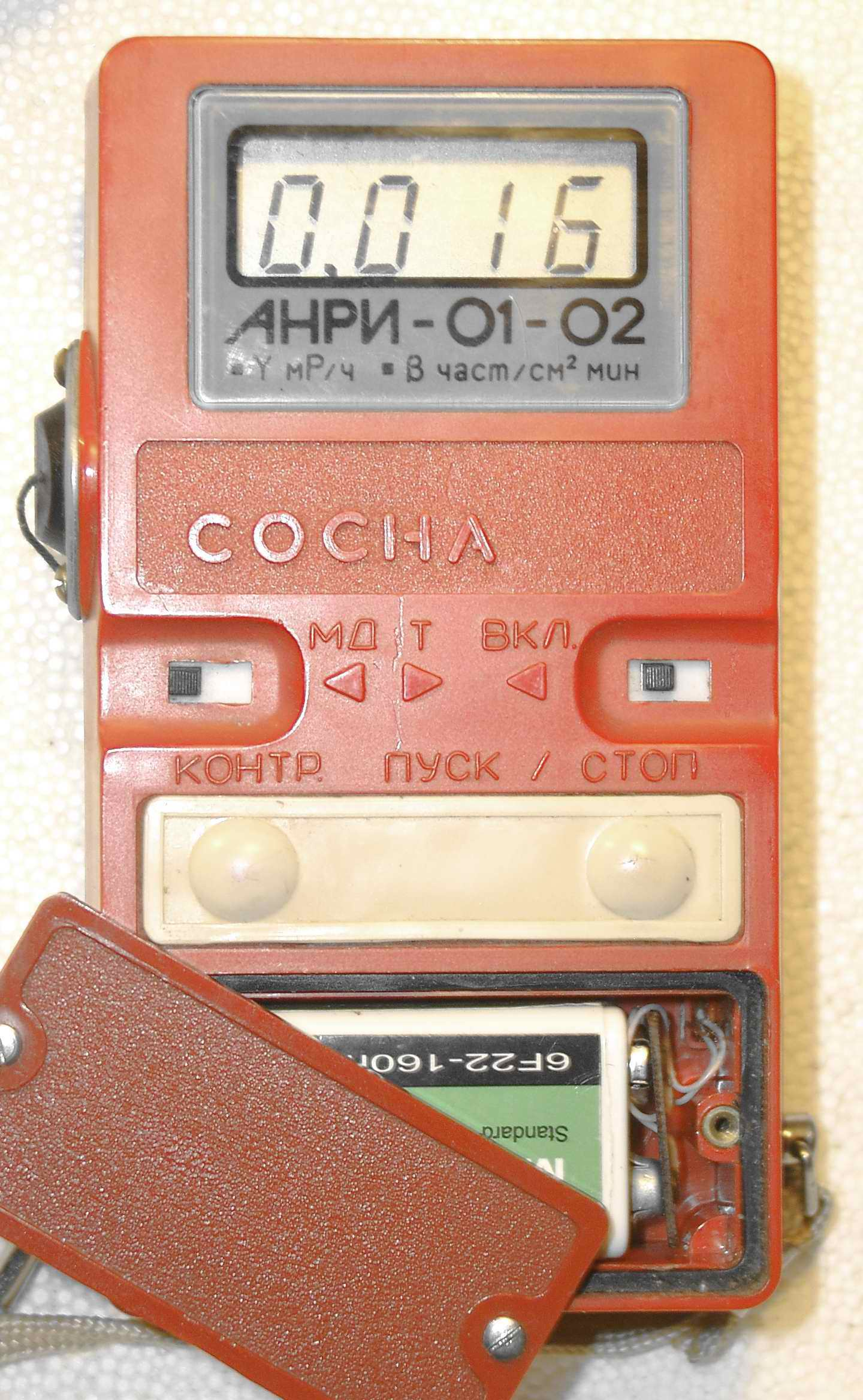
Dosímetre

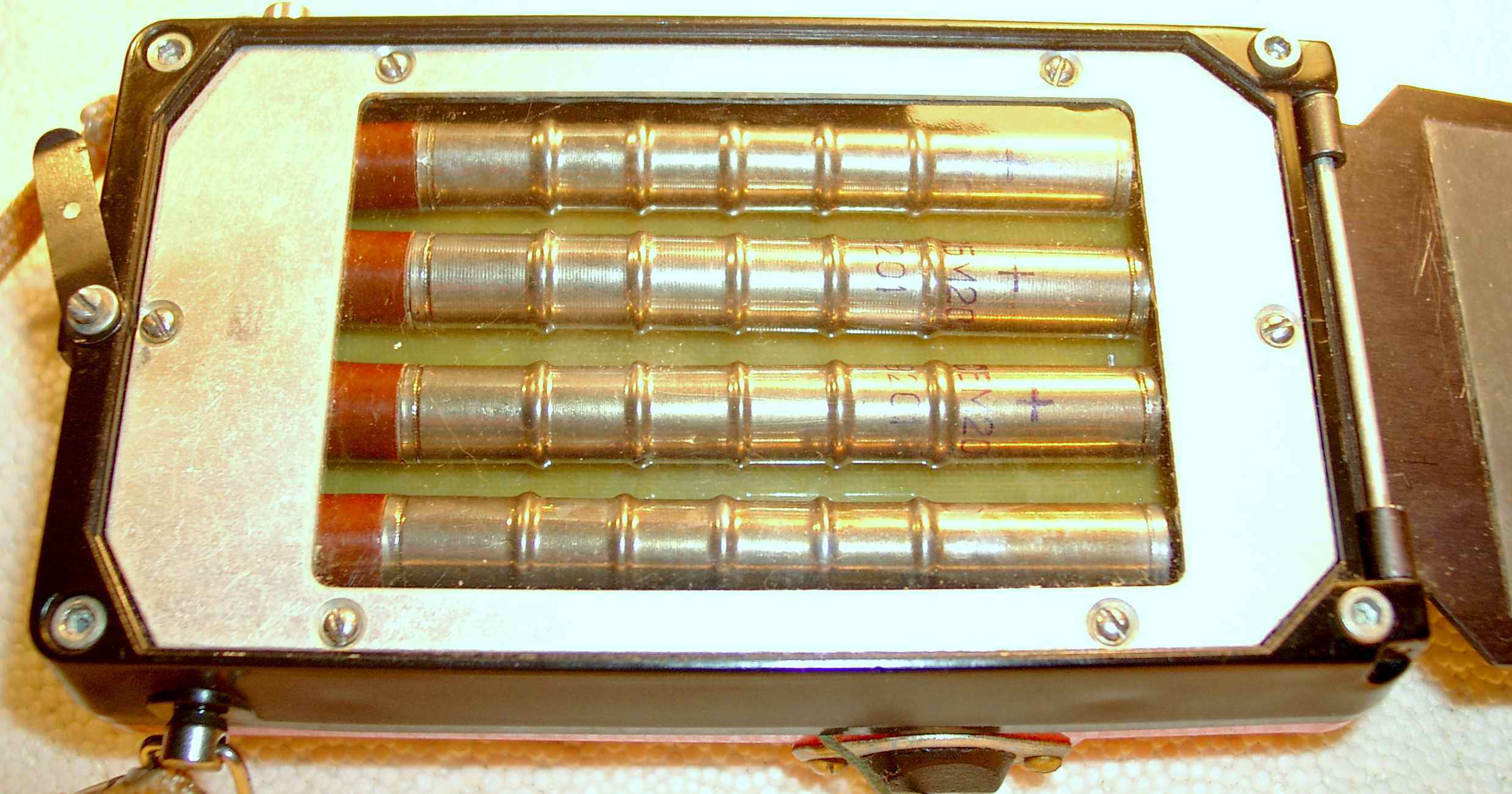
Vista posterior

Un dosímetre és un aparell medidor que s'utilitza per a registrar la dosi de radiació ionitzant rebuda per la persona que el duu. Existeixen diversos tipus de dosímetres, els més comuns són el dosímetre MOSFET, i el dosímetre termolluminescent.

## Tipus

### Dosímetre MOSFET
Els dosímetres de transistors d’efecte de camp metall-òxid-semiconductor s'utilitzen ara com a dosímetres clínics per a feixos de radiació de radioteràpia.
L’òxid de porta MOSFET, que és convencionalment diòxid de silici, és un material sensible als dosímetres de MOSFET. La radiació crea defectes (actua com parells electró-forat) en l’òxid, que al seu torn afecta el voltatge llindar del MOSFET. Aquest canvi de tensió llindar és proporcional a la dosi de radiació. Com a dosímetres de radiació també es proposen dielèctrics de porta alta k com el diòxid d’hafni.

### Dosímetre termoluminescent
Un dosímetre termoluminescent mesura l'exposició a la radiació ionitzant mesurant la intensitat de la llum emesa des d'un cristall dopat amb Dy o B al detector quan s'escalfa. La intensitat de la llum emesa depèn de l'exposició a la radiació. Aquests productes es van vendre excedents i un format utilitzat per submarinistes i treballadors nuclears s'assemblava a un rellotge de polsera de color verd fosc que contenia els components actius i un díode de filferro IR molt sensible muntat al xip de vidre LiF2 dopat que quan el conjunt s'escalfa amb precisió (per tant, és termoluminescent) emet la radiació emmagatzemada com a llum infraroja de banda estreta fins que s'esgota El principal avantatge és que el xip registra la dosificació passivament fins que s'exposa a la llum o la calor, de manera que fins i tot una mostra usada conservada a la foscor pot proporcionar valuoses dades científiques.